# Религија Бразила
Хришћанство је највећа религија у Бразилу, а католици имају највише присталица. Бразил поседује богато духовно друштво формирано од сусрета Католичке цркве са верским традицијама поробљених Африканаца и староседелаца. Ово спајање вера током португалске колонизације Бразила довело је до развоја разноликог низа синкретистичких пракси унутар свеобухватног кишобрана бразилског католицизма, које карактеришу традиционалне португалске свечаности. До недавно је католицизам био доминантан. Брзе промене у 21. веку довеле су до пораста секуларизма (без верске припадности) и евангелистичког протестантизма на преко 22% становништва. Попис из 2010. године показује да мање од 65% Бразилаца себе сматра католицима, што је пад са 90% из 1970. године, Упркос паду у већем делу земље, католицизам је и даље јак у већем делу североистока.
Бразилске религије су веома разноврсне и склоне синкретизму. Последњих деценија дошло је до великог пораста неопентекостних цркава и процвата афро-бразилских религија, што је смањило број чланова Римокатоличке цркве. Број умбандиста и кандомблера могао би бити знатно већи од званичног пописа, пошто многи од њих и данас настављају да прикривају своју религију под „католичким“ синкретизмом. Око деведесет посто Бразилаца се на последњем попису изјаснило о некој врсти верске припадности.

## Демографија
Религије у Бразилу (2020)

### Попис 2010:
Хришћанство: 169,329,176 - 88,77%
- Римокатолицизам: 123,280,172 - 64,63%
- Протестантизам: 42,275,440 - 22,16%
- Остали хришћани: 3,773,564 - 1,98%

Без религије: 15,335,510 - 8,04%
Друге религије: 6,091,113 - 3,19%

## Православље
Источна православна црква је такође присутна у Бразилу. Православна митрополитска катедрала, која се налази у Сао Паулу, је седиште Архиепископије Грчке православне цркве Антиохије у Сао Паулу. То је пример византијске архитектуре која се може ценити у Јужној Америци. Њена изградња, која је почела 1940-их, инспирисана је базиликом Аја Софија у Истанбулу и свечано је отворена у јануару 1954. Према ИБГЕ-у, у Бразилу је било 131 571 православних хришћана.